# Changaravalli, Hassan
Changaravalli là một làng thuộc tehsil Hassan, huyện Hassan, bang Karnataka, Ấn Độ.